# The Peak at Sudirman
The Peak at Sudirman est un gratte-ciel résidentiel de 218 mètres pour 55 étages construit en 2006 à Jakarta en Indonésie.